# Université Shitennoji

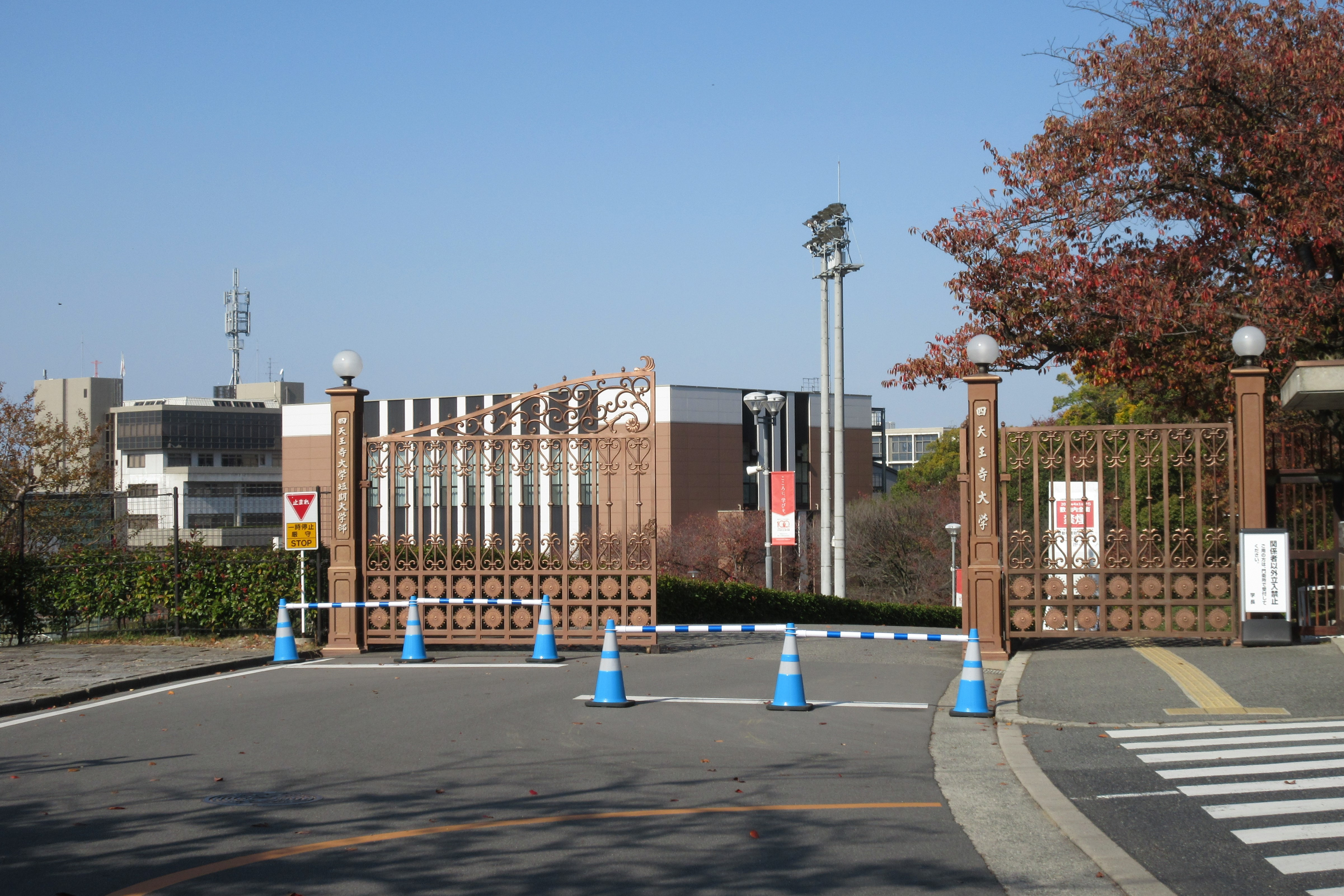
Entrée principale de l'université Shitennõji.

L'Université Shitennōji (四天王寺大学, Shitennōji daigaku)  est une université privée située à Habikino, dans la préfecture d'Osaka, au Japon. Le prédécesseur de l'école a été fondé en 1922. Il a été agréé en tant que collège pour jeunes filles en 1957. L'école est devenue une université avec cursus de quatre ans en 1967 et est devenue mixte en 1981, tout en adoptant son nom actuel au même moment. L'école est également connue sous le nom d'Université bouddhiste internationale ou IBU (International Buddhist University).

## Nom
Shitennō (天王) fait référence aux quatre rois célestes (Dhrtarastra, Virudhaka, Virupaksa et Vaisravana ). Ji (寺) signifie temple. 

## Histoire
Il y a environ 1400 ans, le prince Shōtoku s'est rendu dans cet endroit pour étudier le bouddhisme, et c'est devenu un lieu d'éducation. 